# Kommunikation
Kommunikation (latin: communicatio meddelelse) er en handling, hvor man formidler betydninger fra et subjekt eller gruppe til en anden ved brug af gensidigt forstået tegn, symboler og semiotiske regler.
De grundlæggende elementer i kommunikation er: en afsender, et budskab, en kanal eller et medium og en modtager.

## Envejskommunikation
Envejskommunikation er et ord fra kommunikationsteorien. Envejskommunikation betyder at kommunikationen kun kan gå én vej og der ikke er mulighed for at besvare (inden for et kortere tidsrum). Eksempler på envejskommunikation er:
- TV
- Bøger
- Radio
- Foredrag
- Befaling
- Avis

I sociale sammenhænge forekommer der ofte eksempler på skjult envejskommunikation. Det opstår, når samtalen i sin form foregår mellem jævnbyrdige parter, der tilsyneladende har lige meget magt over forløbet, mens den ene parts lave sociale status i realiteten hæmmer fuldstændige og sandfærdige svar. I transaktionsanalyse afdækker man virkningerne af skæv kommunikation mellem ulige parter:
- Forælder-barn samtale
- Lærer-elev samtale
- Arbejdsgiver-ansat samtale
- Læge-patient samtale
- Pariser-bretoner samtale